# 王寅 (成化進士)
王寅（1458年—1514年），字敬夫，直隸保定府容城縣人，明朝政治人物。

## 生平
順天府鄉試第一百十八名舉人。成化十七年（1481年）中式辛丑科會試第六十四名，三甲第十四名進士。授大理寺右評事，進寺副，擢福建按察司僉事，晉陝西副使、廣西按察使、四川右布政使，召拜太僕寺卿，進工部右侍郎，專理易州山廠，改戶部，再改刑部，乞歸養病獲准。正德九年（1514年）卒。

## 家族
曾祖王興；祖父王能；父王志廣，母胡氏。重庆下。